# Zagłuszanie roślin
Zagłuszanie roślin — zabieranie składników odżywczych, wody oraz światła roślinom wolniej rosnącym (słabszym) przez rośliny rosnące szybciej (silniejsze). Konkurencja o zasoby środowiska może wystąpić pomiędzy rośliną uprawną i chwastami lub pomiędzy dwoma roślinami uprawnymi w mieszankach np. peluszka, lub wyka ozima zasiane w mieszankach w zbyt dużej ilości, łatwo głuszą owies, lub żyto. W rolnictwie z powodu głuszenia przez chwasty rośliny uprawne stają się wątłe, przykładem mogą być zachwaszczone buraki. 
W leśnictwie drzewa zagłuszone przez przerastające je osobniki, na skutek pogarszających się warunków słabną i obumierają.